# Ниходская
Ниходская — деревня в Упоровском районе Тюменской области России. Входит в состав Нижнеманайского сельского поселения.

## География
Деревня находится на юго-западе Тюменской области, в пределах юго-западной части Западно-Сибирской низменности, в лесостепной зоне. Абсолютная высота — 135 метров над уровнем моря.
Расположена на левом берегу речки Манай. Расстояние до села Нижнеманая 0,3 км, села Емуртлы 30 км, села Упорово 54 км, города Заводоуковска 99 км, города Тюмени 193 км. 

### Климат
Климат континентальный с холодной продолжительной зимой и тёплым относительно коротким летом. Средняя температура воздуха самого холодного месяца (января) — −18,7 °C (абсолютный минимум — −47,3 °C); самого тёплого месяца (июля) — 18 °C (абсолютный максимум — 38,4 °С). Безморозный период длится в среднем 111 дней. Среднегодовое количество атмосферных осадков составляет 181—469 мм, из которых 70 % выпадает в тёплый период. Продолжительность залегания снежного покрова составляет в среднем 164 дня.

### Часовой пояс
Деревня Ниходская, как и вся Тюменская область, находится в часовой зоне МСК+2. Смещение применяемого времени относительно UTC составляет +5:00.

## История
Основана деревня в 1853 году. В 1853 году по указу Тобольской Казенной Палаты утвержден проект на поселение переселенцев из Курской и Калужской губерний в Кизакскую и Пятковскую волости. Проектом была выделена земля для переселенцев близ деревни Нижнеманай.  Вновь образованная деревня  названа «Ниходская». С 1853 года деревня в составе Кизакской волости, с 1910 - Нижнеманайской волости, с 1919 - Верхнеманайского сельсовета, с 16 июня 1954 в составе Нижнеманайского сельского совета. 
Ниходская относилась к приходу Николаевской церкви села Кизакского, с 1866 года к приходу Богородицкой церкви села Нижнеманайского.

## Население
| 1897 | 1926 | 1989. | 2002 | 2010 | 2021 |
| 310  | 656  | 232   | 223  | 215  | 119  |

| 2010 |
| ---- |
| 215  |

## Инфраструктура
В деревне одна улица: Ниходская.

## Галерея

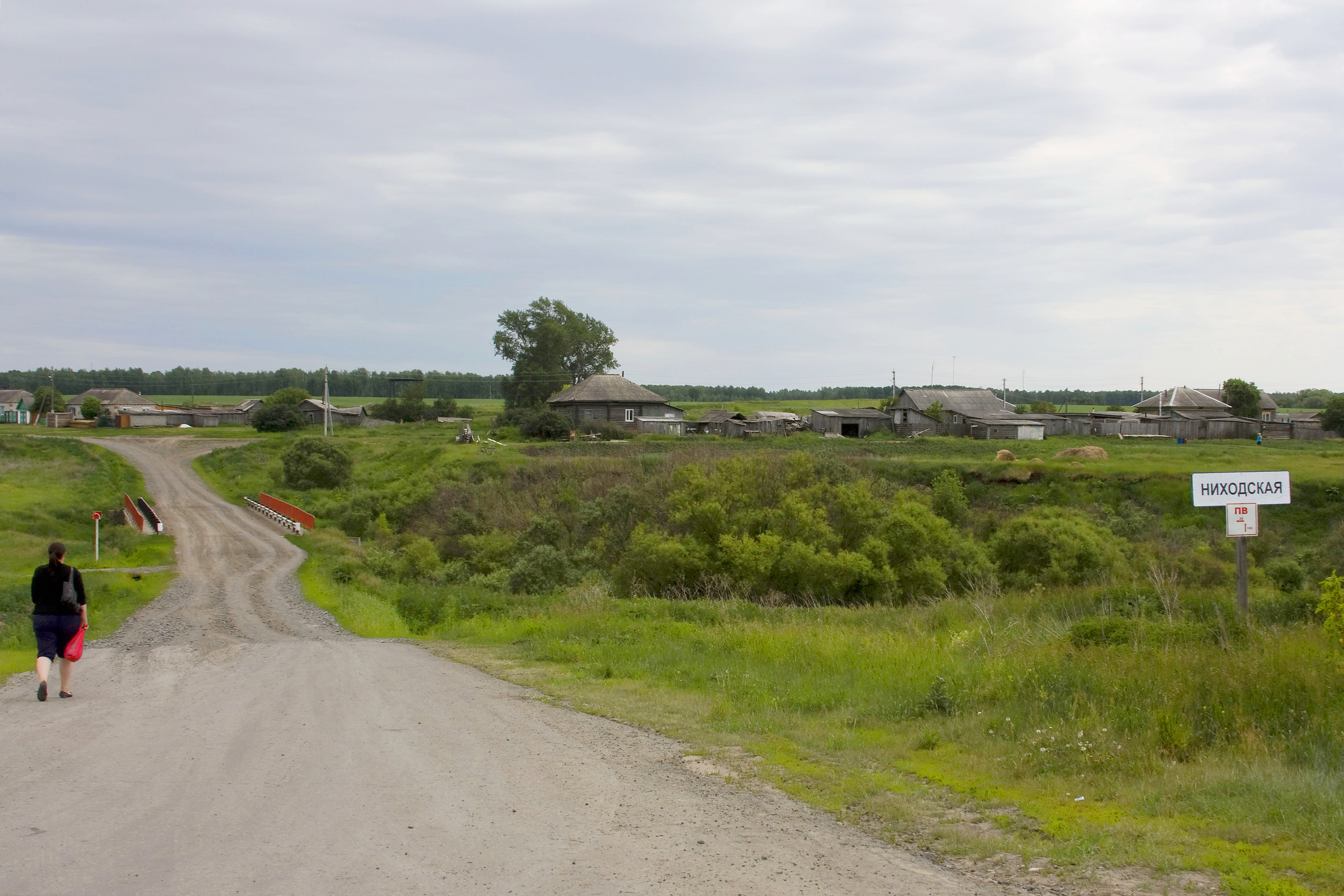
Ниходская, Упоровский район
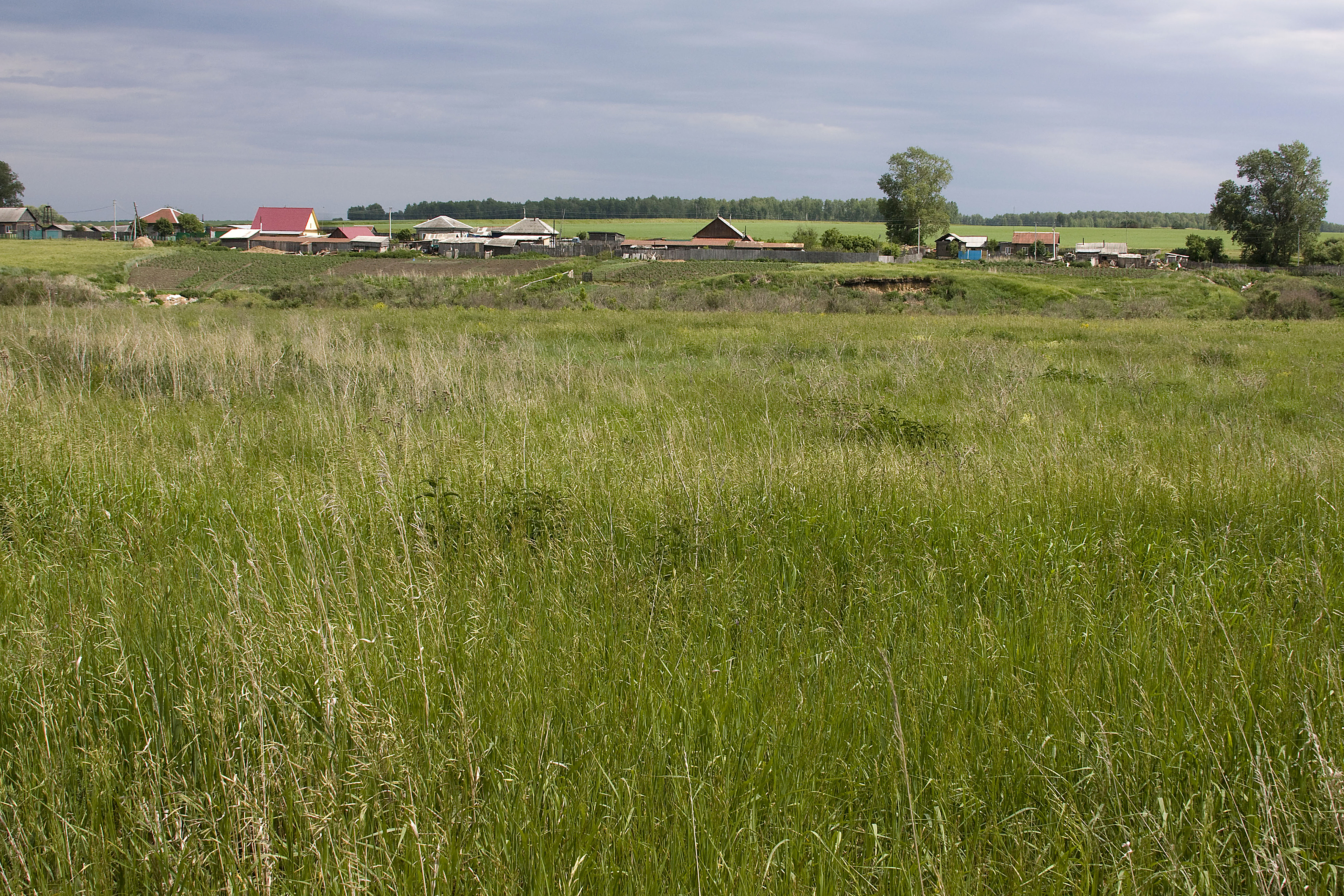
Ниходская, Упоровский район
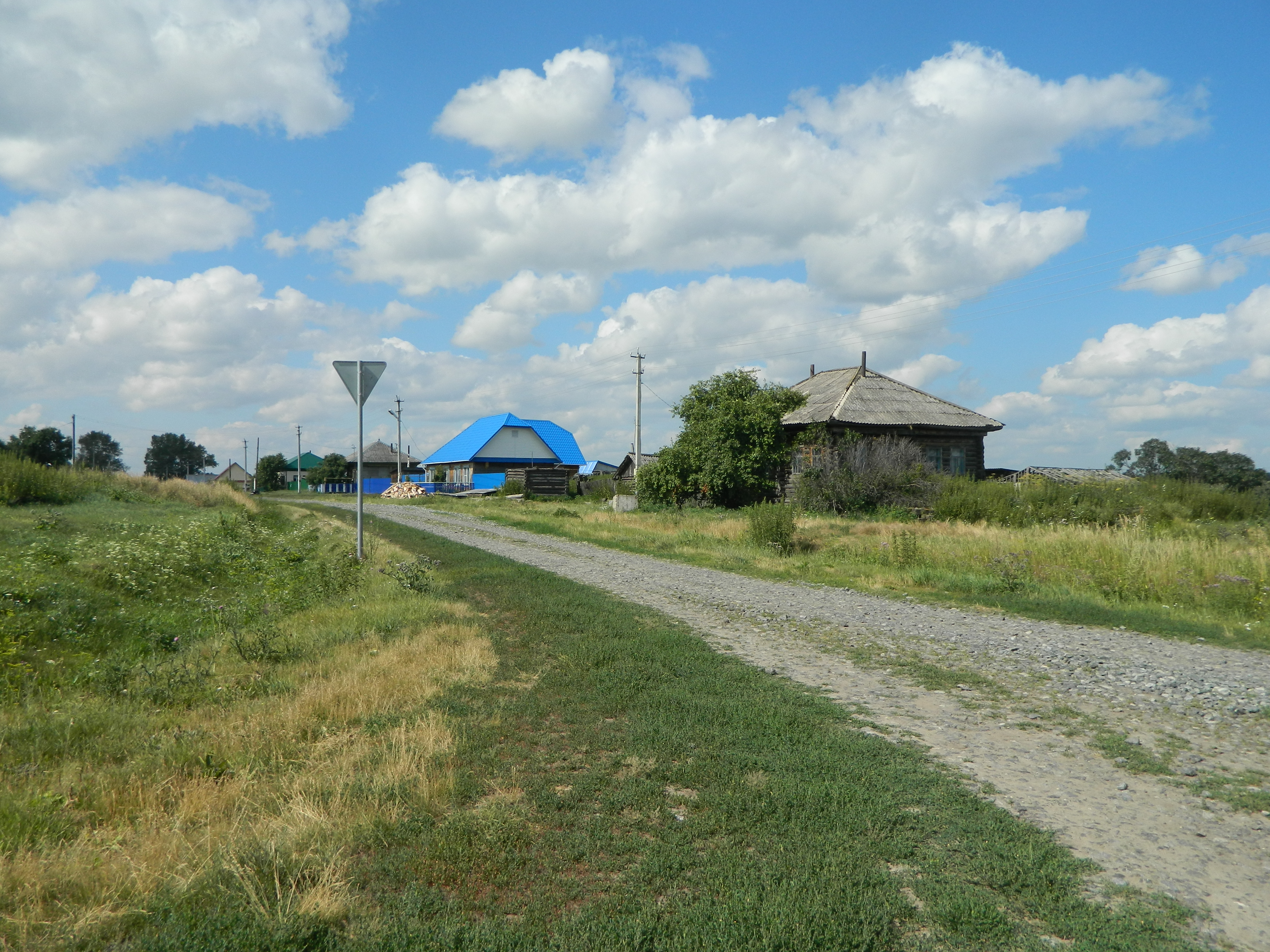
Ниходская, Упоровский район
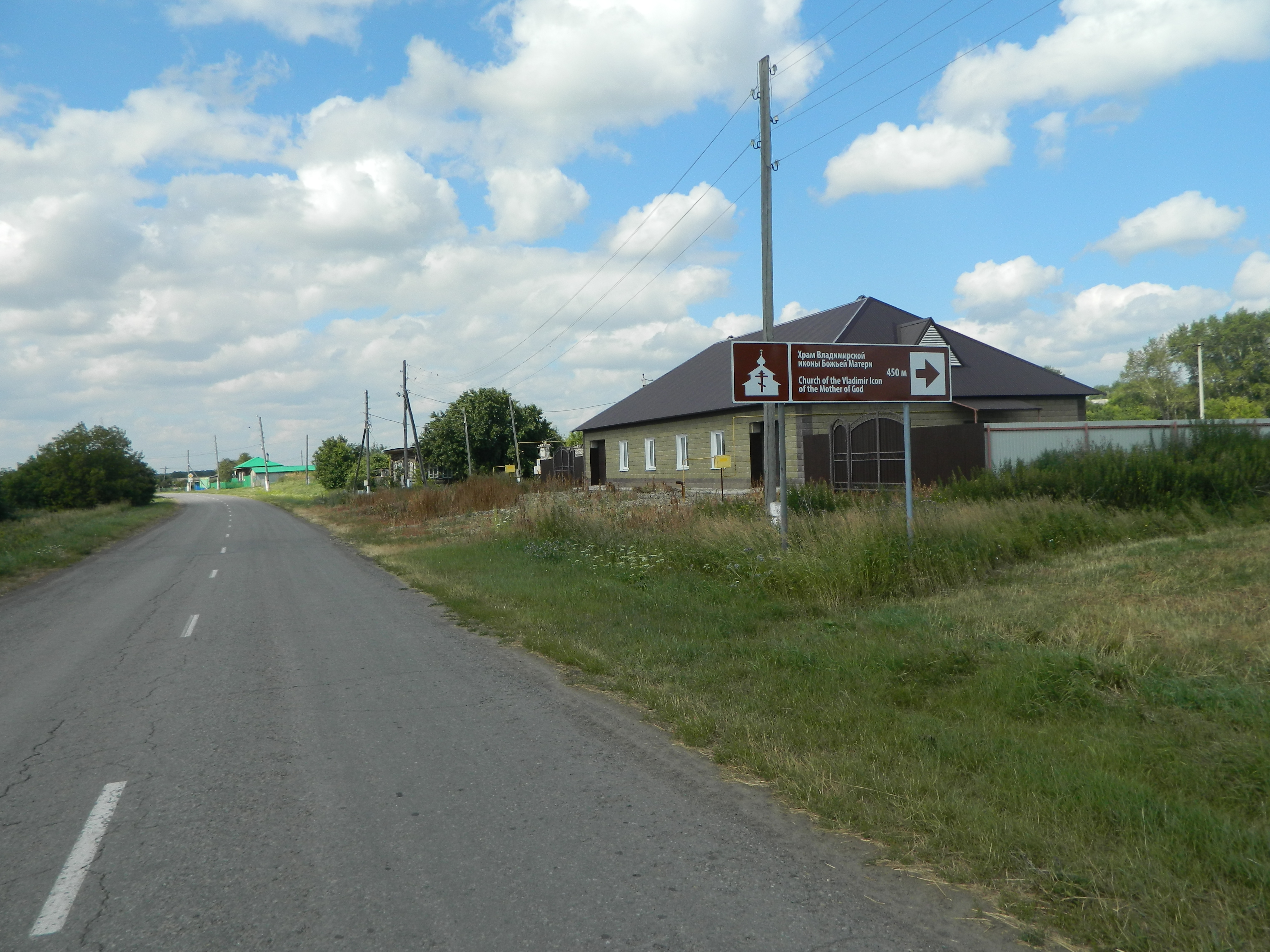
Ниходская, Упоровский район
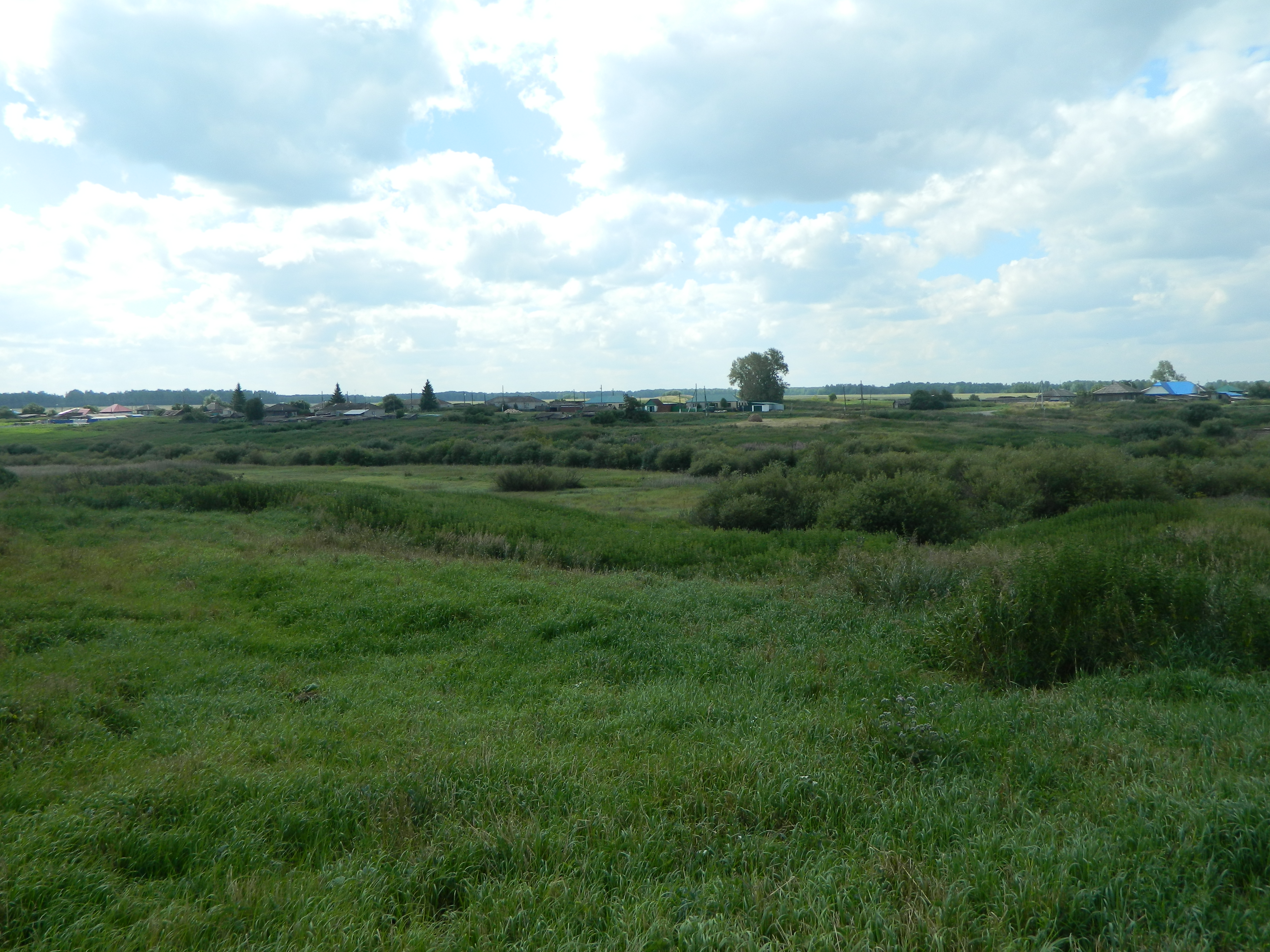
Ниходская, Упоровский район
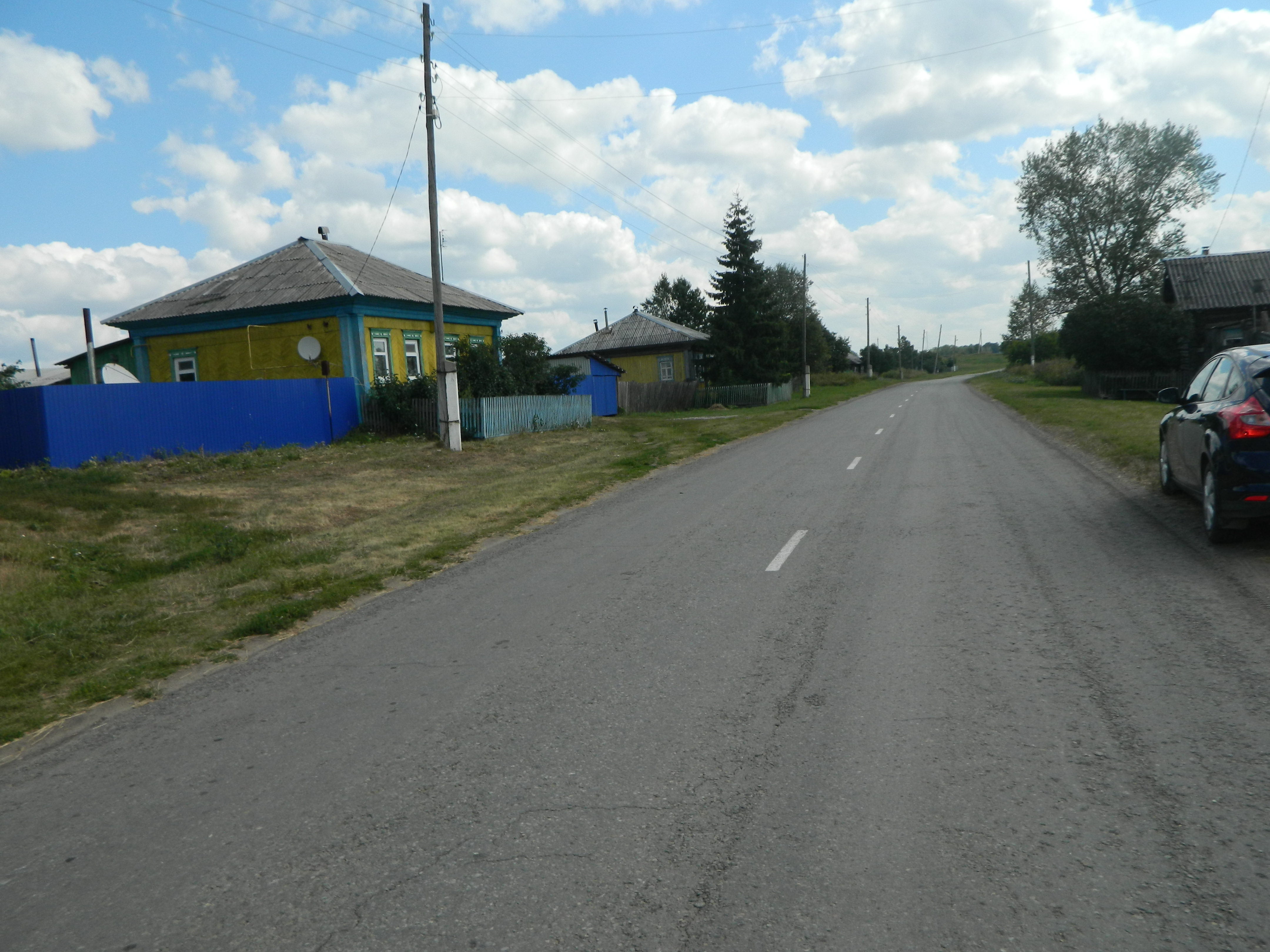
Ниходская, Упоровский район